# Afrin (Dżabal Siman)
Afrin (arab. عفرين) – wieś w Syrii, w muhafazie Aleppo. W 2004 roku liczyła 221 mieszkańców.